# جيم بلاك (عازف جاز)
جيم بلاك (بالإنجليزية: Jim Black)‏ هو عازف جاز أمريكي، ولد في 3 أغسطس 1967 في دالي سيتي في الولايات المتحدة.

## وصلات خارجية
- الموقع الرسمي
- جيم بلاك على موقع ميوزك برينز (الإنجليزية)
- جيم بلاك على موقع أول ميوزيك (الإنجليزية)
- جيم بلاك على موقع ديسكوغز (الإنجليزية)